# Antoine Romagnesi
Pour les articles homonymes, voir Romagnesi.
Antoine Joseph Michel Romagnesi (Paris, 1er septembre 1781 - Paris, 9 janvier 1850) est un compositeur, éditeur et théoricien français.

## Biographie
Né Antoine Joseph Michel, Antoine Romagnesi est le fils de Michel Romagnesi (1731-1813), peintre académicien, et Élisabeth Chassey. Par son père, il est le cousin du sculpteur-statuaire Louis-Alexandre Romagnesi.
Antoine Romagnesi est l'élève d'Alexandre-Étienne Choron et de Giuseppe Cambini.
Militaire puis commis pour la maison d'édition Auguste Le Duc en 1806, il devient éditeur et marchand de musique en 1828 et s'installe au 8 rue Richelieu, à Paris.
Il est probablement franc-maçon. Il est membre de la Société académique des Enfants d'Apollon.
Il est nommé chevalier de la Légion d'honneur le 9 janvier 1843.

## Œuvre
- Nadir & Sélim[4], opéra-comique en 3 actes, créé à l'opéra comique en 1822.
- La Guirlande, opéra en un acte, composé pour l'Académie royale de musique.

Il compose également de nombreux duos, trios, nocturnes, contredanses et fantaisies pour piano et plus de 200 romances dont :
- Le Chien du régiment[5].
- L'Heureuse Destinée, éditions Le Duc, 1825[6].
- Le Présent et l'avenir, éditions Chansonnier des grâces, 1839.
- Duo, mis en musique par A. Romagnesi, tiré d'un opéra inédit, arrangé pour guitare par Meissonnier jeune, 1820
- Pauvre pêcheur prends garde à toi, nocturne à deux voix, paroles de Mr Justin Gensoul, arrangé pour guitare par Meissonnier jeune.

## Publications en revue
- Les Étrennes musicales, recueil annuel.
- Le Troubadour des salons, journal de chant avec accompagnement de lyre ou guitare.
- L’Abeille musicale, journal de Chant, composé pour les jeunes personnes, par les auteurs les plus estimés en ce genre, périodique, publié de 1828 à 1839.